# Aleks Pihler
Aleks Pihler (sinh 15 tháng 1 năm 1994) là một tiền vệ bóng đá Slovenia thi đấu cho NK Maribor ở Slovenian PrvaLiga.

## Sự nghiệp quốc tế
Pihler được triệu tập lần đầu tiên vào đội tuyển Slovenia cho vòng loại Cúp bóng đá thế giới 2018 trước Slovakia và Anh vào tháng 10 năm 2016. Anh ra mắt đội tuyển quốc gia ngày 14 tháng 11 năm 2016 trong trận giao hữu trước Ba Lan.

## Danh hiệu
Maribor
- Slovenian Championship (1): 2016–17